# ۱۲۰۴ (قمری)
۱۲۰۴ (قمری)، هزار و دویست و چهارمین سال در گاهشماری هجری قمری است. اول محرم این سال برابر با بیست و یکم سپتامبر سال ۱۷۸۹ میلادی است.